# Carabina M4
La M4A1 perteneciente a la familia de fusiles de asalto automáticos en versión carabina, derivados del fusil AR-15, fabricados por la empresa Colt de Estados Unidos. Es el arma principal de infantería estándar del Ejército de los Estados Unidos, y suele ser utilizada por múltiples Ejércitos y numerosas unidades policiales de élite, como los SWAT. El M4A1 suele desempeñar un papel relevante en las distintas operaciones de combate, habiendo sido diseñado para el combate en espacios cerrados, tripulaciones de unidades móviles y aéreas, paracaidistas y operaciones militares especiales.
En 2001 la Delta Force pidió a la empresa alemana Hekler & Koch que desarrollara una variante mejorada de la M4A1 que terminó resultando en el HK 416. En abril de 2022, el Ejército de EE. UU. seleccionó al SIG MCX SPEAR como ganador del Programa de Armas de Escuadrón de Próxima Generación para reemplazar al M16/M4. El rifle se denomina XM7.

## Historia

### Características

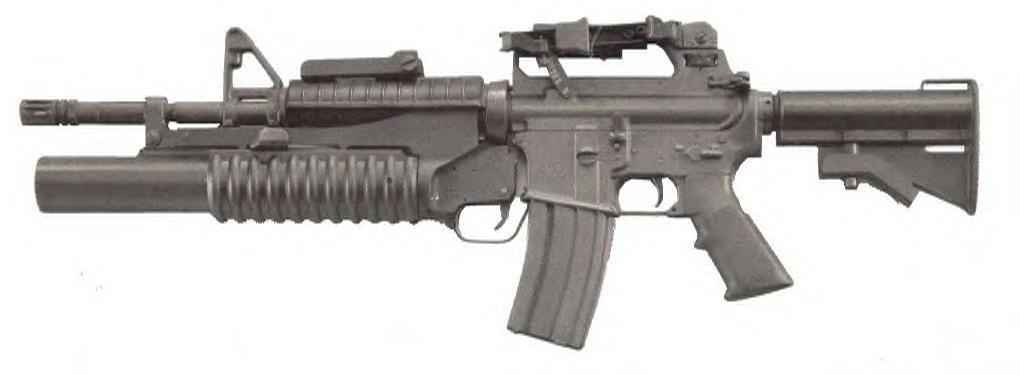
Carabina M4 con lanzagranadas M203

Se trata de una versión carabina del fusil de asalto M16A4, que utiliza munición 5,56 × 45 OTAN con un cargador de 30 cartuchos. Mayormente utilizado en combate a corta distancia, al ser más compacto y ágil debido a su tamaño. En comparación, el cañón y guardamano son más cortos y la culata es telescópica. Con esta reducción mide 757 mm, 81 mm menos que el fusil M16A4. Con su cargador lleno llega a pesar 3,1 kg. Haciéndolo ideal para combate CQB o en combate urbano, pero perdiendo contra el M16A4 en largas distancias, ya que la velocidad de salida de la bala es inferior a este debido a la longitud del cañón. El M4A1 es el sucesor moderno del CAR-15, que después fue oficialmente renombrado XM117.

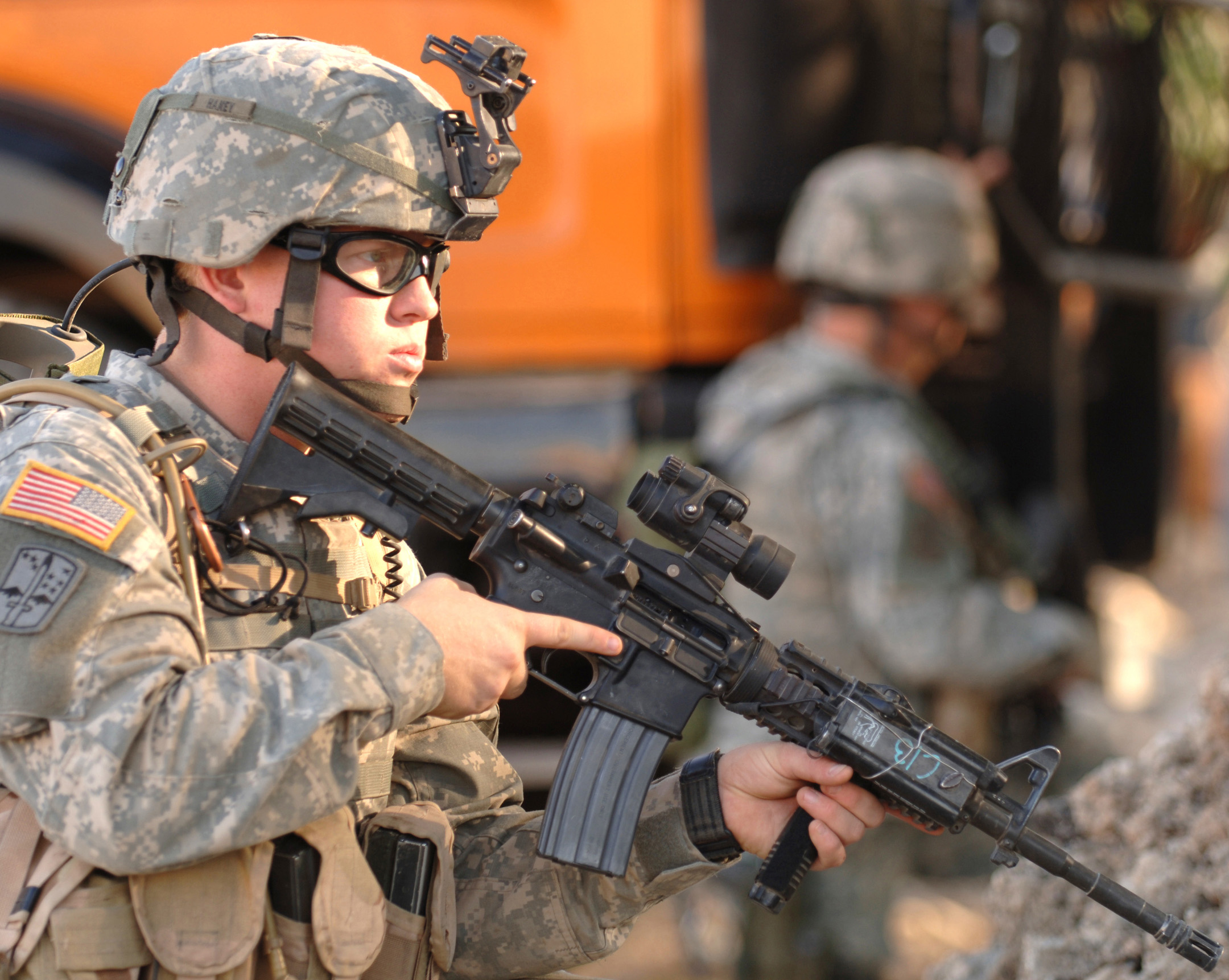
Soldado estadounidense en Iraq en el año 2005 equipado con un M4 con mira réflex M68 y AN/PAQ-4

La versión M4A1 incorpora rieles Picatinny para adaptar todo tipo de accesorios, tales como miras telescópicas, miras holograficas, miras mecánicas, lanzagranadas, empuñadura frontal vertical, sistema láser AN/PEQ-4, linternas tácticas, iluminadores infrarrojos y miras de visión nocturna; con estos detalles queda mucho más claro que es más eficaz para tácticas especializadas y combate urbano. Comparte un 80 % de piezas internas con el fusil M16A4.
Existen quejas de algunos soldados estadounidenses sobre la menor potencia del cartucho calibre 5,56 x 45 OTAN en comparación con el 7,62 x 39 del AK-47. Esto puede deberse, precisamente, al uso de armas de cañón más corto que los 50 cm del M16 de tamaño completo, y a la mayor ligereza de la munición, cuyo poder de parada es menor que el del arma que muy probablemente portará el hipotético enemigo, el universal AK-47. La carabina M4 tiene tres modos de disparo: totalmente automático, semiautomático (dispara una bala a la vez) y ráfaga corta (dispara tres balas cada vez que se presiona el gatillo).
La velocidad inicial del proyectil es de 880 m/s, a diferencia del M16, que desarrolla 930 m/s; esto se debe a que la M4 tiene un cañón más corto, que reduce su efectividad en disparos de distancias largas, disminuyendo sensiblemente la efectividad de la munición. Estos son algunos de los problemas que sufre cualquier tipo de carabina.

### Variantes

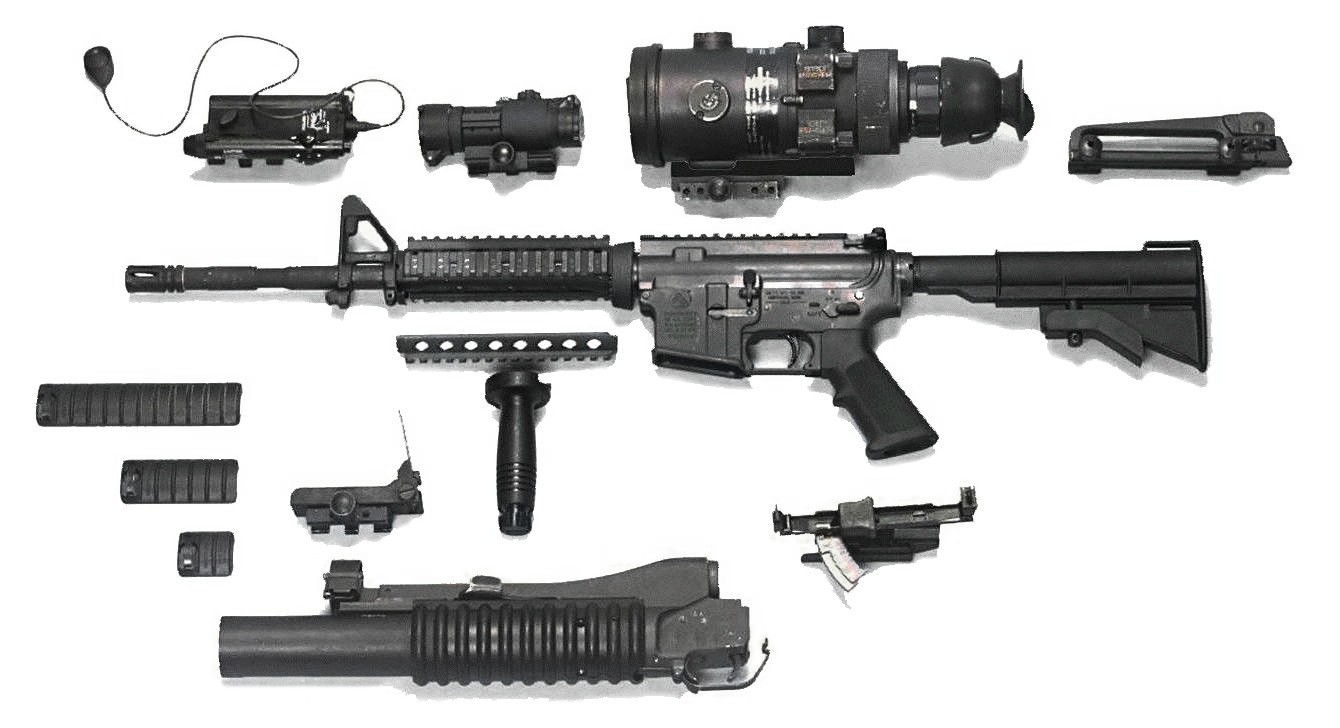
Módulos del M4 MWS.

- XM177E2 El XM177E2 se utilizó en el ejército desde julio de 1967 hasta 1994 cuando fue reemplazado por el M4. Sin embargo, el arma estaba en su etapa de prototipo y se usó como arma de prueba para ver cómo se puede usar en combate. En 1966, Colt presentó el XM177, que era una variante mejorada de la carabina CAR-15. El Colt 609 fue utilizado por el Ejército de EE. UU., Los Navy Seals de EE. UU. Y el MACV-SOG, denominado XM177E1. Sin embargo, la USAF utilizó el Colt 610, que se conoce como GAU-5A, que se conoció como GUU-5P. El XM177E1 tiene problemas con el bloqueo de armas, sin embargo, tiene críticas positivas, y algunos soldados prefirieron el XM177 sobre el M16. Principalmente porque era más corto, más ligero y más fácil de manejar. En 1967, Colt adoptó el Colt 629, conocido como XM177E2. El XM177E2 tiene algunas mejoras sobre el M16A1 y es propenso a atascarse menos que las variantes anteriores. El arma se convirtió rápidamente en una de las favoritas del MACV-SOG. En 1983, Colt y el Ejército de los Estados Unidos Comenzaron a fabricar una variante del XM177E2 que dispara rondas de 5,56x45mm OTAN. En 1984, el nuevo XM177E2 se denominó oficialmente XM4, y el resultado finalmente se convertirá en el M4.

- M4A1 Reemplaza la ráfaga de 3 disparos por el modo automático. Está reemplazando al M4A1 que a su vez ha sustituido casi en su totalidad el M16A4

- M4 MWS (Modular Weapon System) Las carabinas Colt Modelo 925 fueron probadas y equipadas con Knight's Armament Corporation (KAC) M4 RAS bajo la designación M4E2, pero esta designación parece haber sido descartada a favor de montar este sistema en carabinas existentes sin cambiar la designación. El Manual de Campo del Ejército de los EE. UU. específica para el ejército que agregar el Sistema Adaptador de Riel (RAS) convierte el arma en el M4 MWS o Modular Weapon System.

- Mark 18 CQBR El receptor de combate Mk 18 Close Quarters Battle Reciever es una variante del M4A1 con un receptor superior de barril de 10,3 pulgadas. Los contratistas actuales para el Mark 18 son Colt y Lewis Machine & Tool (LMT) NSN 1005-01-527-2288.

- Enchanted M4 El moderno Modelo 933 tiene un receptor "flattop", con un asa de transporte extraíble y un riel Picatinny MIL-STD-1913, con fuego semiautomático y automático. El Modelo 935 Commando tiene las características del Modelo 933, pero tiene ráfagas de disparo de tres rondas en lugar de automático. Aunque originalmente se llamaba M16A2 Commando, Colt los comercializa como M4 Commando alrededor de 1995.

Accesorios:
- Lanzagranadas M203
- Empuñadura frontal
- Punteros láser
- Linterna

### Intentos de sustitución

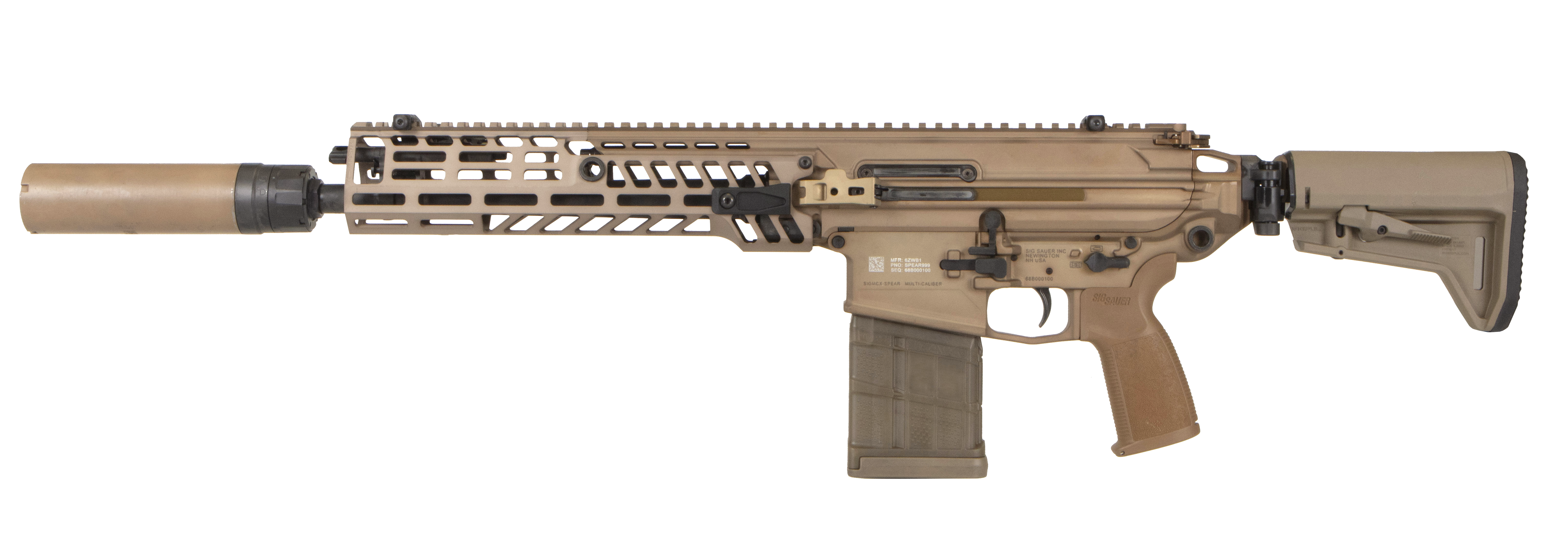
SIG Sauer XM7, de calibre 6,8 × 51 mm (0,277 pulgadas)

Los reemplazos del M4 se han centrado principalmente en dos factores: mejorar su confiabilidad y su penetración. El primer intento de encontrar un reemplazo para el M4 se produjo en 1986, con el programa Advanced Combat Rifle, en el que se probaron el Heckler & Koch G11 sin caja y varios rifles de agujas, pero esto se abandonó rápidamente, ya que estos diseños eran en su mayoría prototipos, lo que demostró una falta de fiabilidad. En la década de 1990, se presentó la competencia Objective Individual Combat Weapon para encontrar un reemplazo para el M4. Se produjeron dos diseños, ambos de Heckler & Koch: el XM29 OICW, que incorporaba un lanzagranadas inteligente, pero fue cancelado en 2004 porque era demasiado pesado, y el XM8, que fue cancelado en 2005 porque no ofrecía mejoras lo suficientemente significativas sobre el M4.
El Heckler & Koch HK416 se introdujo en 2005, incorporando el mismo receptor inferior que el M4A1, pero reemplazando su sistema de impacto directo con un perno giratorio operado por gas, más comparable al del G36. El HK416 fue adoptado por los Navy SEAL, Delta Force y otras fuerzas especiales. En 2010, fue adoptado por los marines como el fusil automático de infantería M27. El mismo año, los Rangers y los Navy SEAL adoptaron el FN SCAR, pero luego retiraron su compra, ya que no era una mejora lo suficientemente significativa sobre el M4A1.
Después del fracaso del programa Individual Carbine, el Next Generation Squad Weapon (NGSW) se inició en 2017. El programa tenía como objetivo reemplazar la M4 Carbine y la M249 SAW con armas que compensarían sus deficiencias percibidas al luchar a distancias más largas, como así como abordar las preocupaciones sobre la efectividad de las municiones tradicionales de 5,56 x 45 mm contra las tropas que usan chalecos antibalas en un futuro conflicto entre pares o entre pares. Para lograr estos objetivos, todas las presentaciones de armas debían tener un nuevo calibre de 6,8 × 51 mm.
SIG Sauer, Textron Systems, FN Herstal, True Velocity (anteriormente Lonestar Future Weapons y General Dynamics) y PCP Tactical participaron en el programa. Textron presentó un rifle de disparo de municiones telescópico (CT) para el programa; FN Herstal presentó su HAMR IAR recámara en calibre 6,8 mm; PCP Tactical presentó un Desert Tech MDRx modificado; SIG Sauer presentó una variante MCX rediseñada conocida como MCX-SPEAR. A principios de 2022, el programa concluyó y SIG Sauer fue declarado ganador. Su rifle de asalto se designó como XM5 (después se renombró como XM7) y su ametralladora ligera como XM250. Las pruebas operativas y el campo están programados para 2024.

## Fabricantes

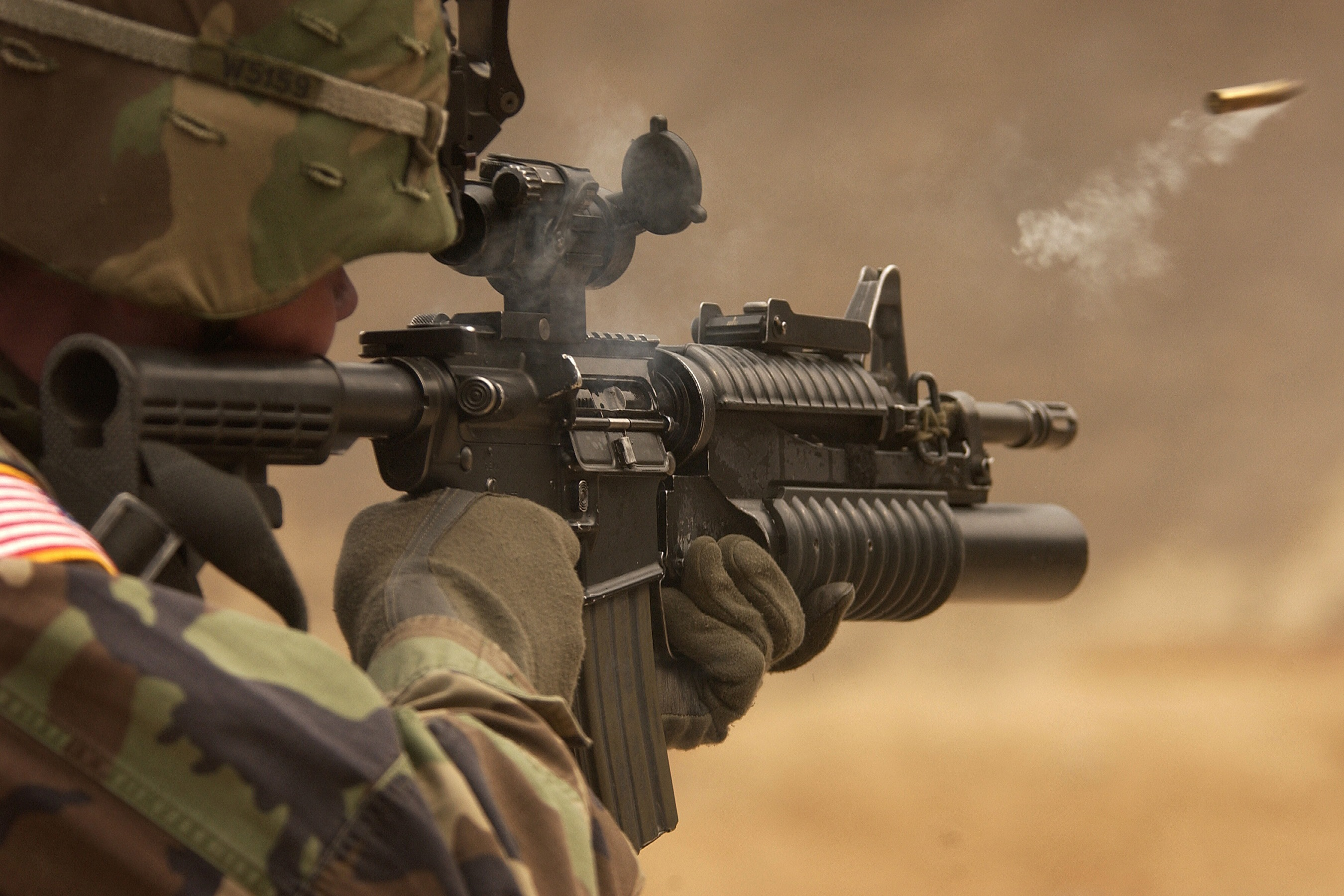
Soldado Michael Freise de ejército de los EE. UU. disparando una carabina M4A1 durante un ejercicio de disparo por reflejo en el Complejo Rodriguez Live Fire, República de Corea, el 23 de marzo de 2005.

La M4A1 es ampliamente fabricada por muchas empresas fabricantes de armas de fuego, tanto para el mercado civil como el militar.
Entre las empresas se destacan:
- Colt's Manufacturing Company
- FN Herstal
- ArmaLite
- Remington Arms
- Sturm, Ruger & Company Inc.
- SIG Sauer
- Bushmaster Firearms Internacional.
- Smith & Wesson
- Springfield Armory, Inc.
- Norinco
- Taurus Armas S.A.
- DPMS Panther Arms.

## Operadores

Soldado del Ejército Nacional de Afganistán, apuntando su M4A1 con lanzagranadas M203 y visor óptico ACOG.

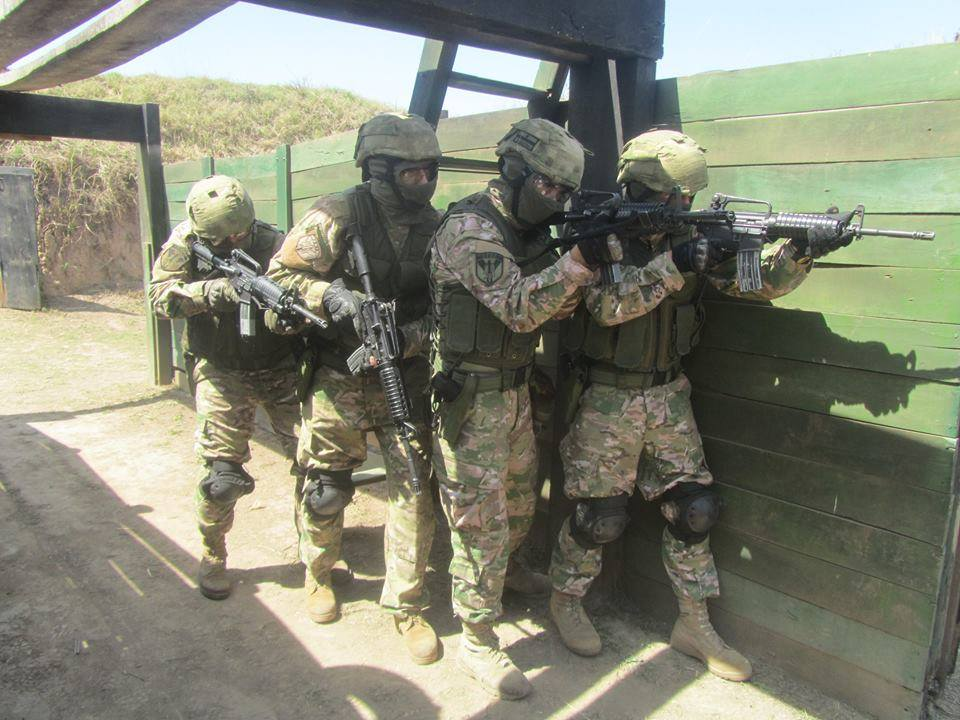
Compañía de Fuerzas Especiales 601 del Ejército Argentino utilizando carabinas Colt M4A1.

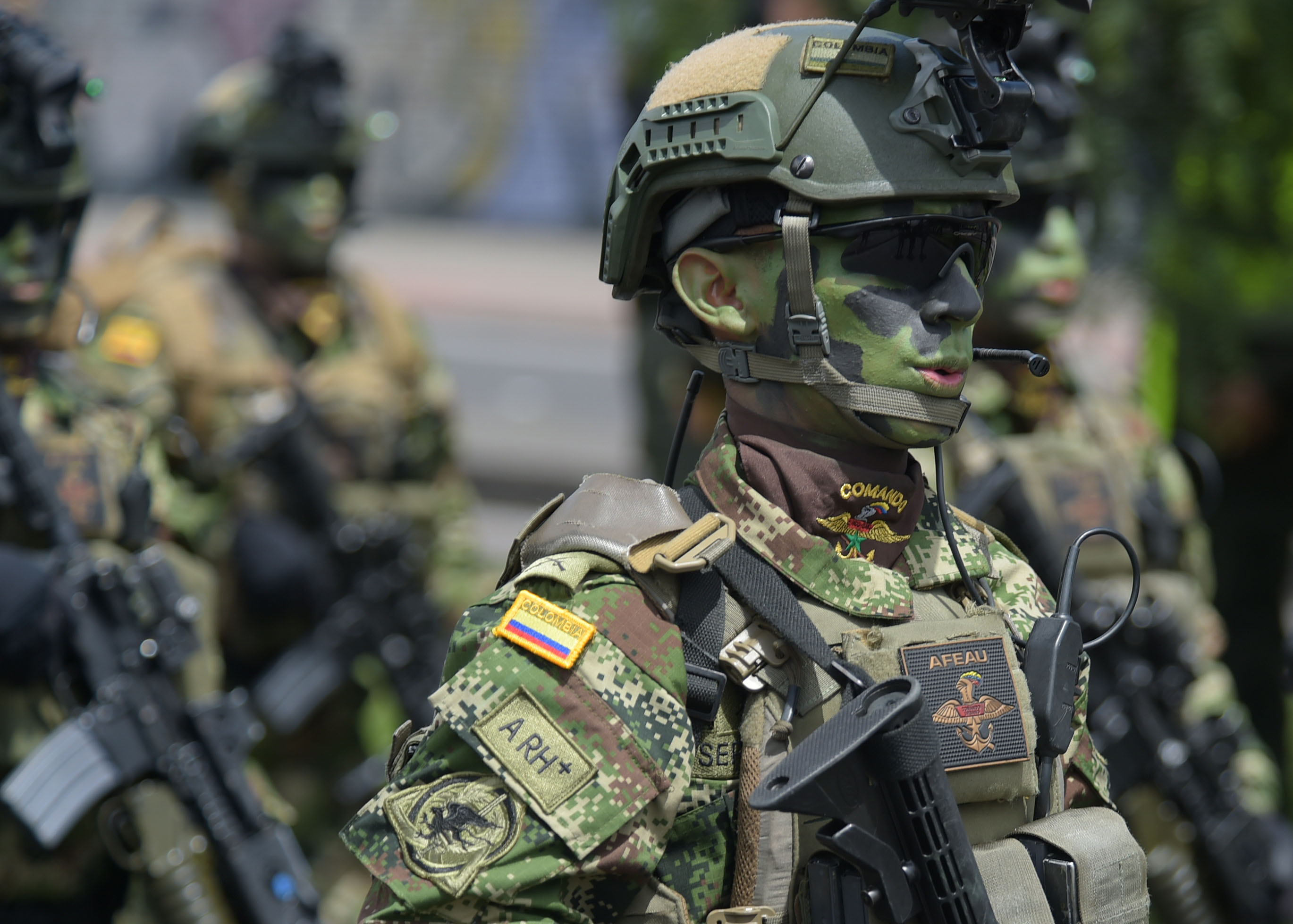
Miembros del Comando conjunto de operaciones especiales de Colombia con carabinas M4A1.

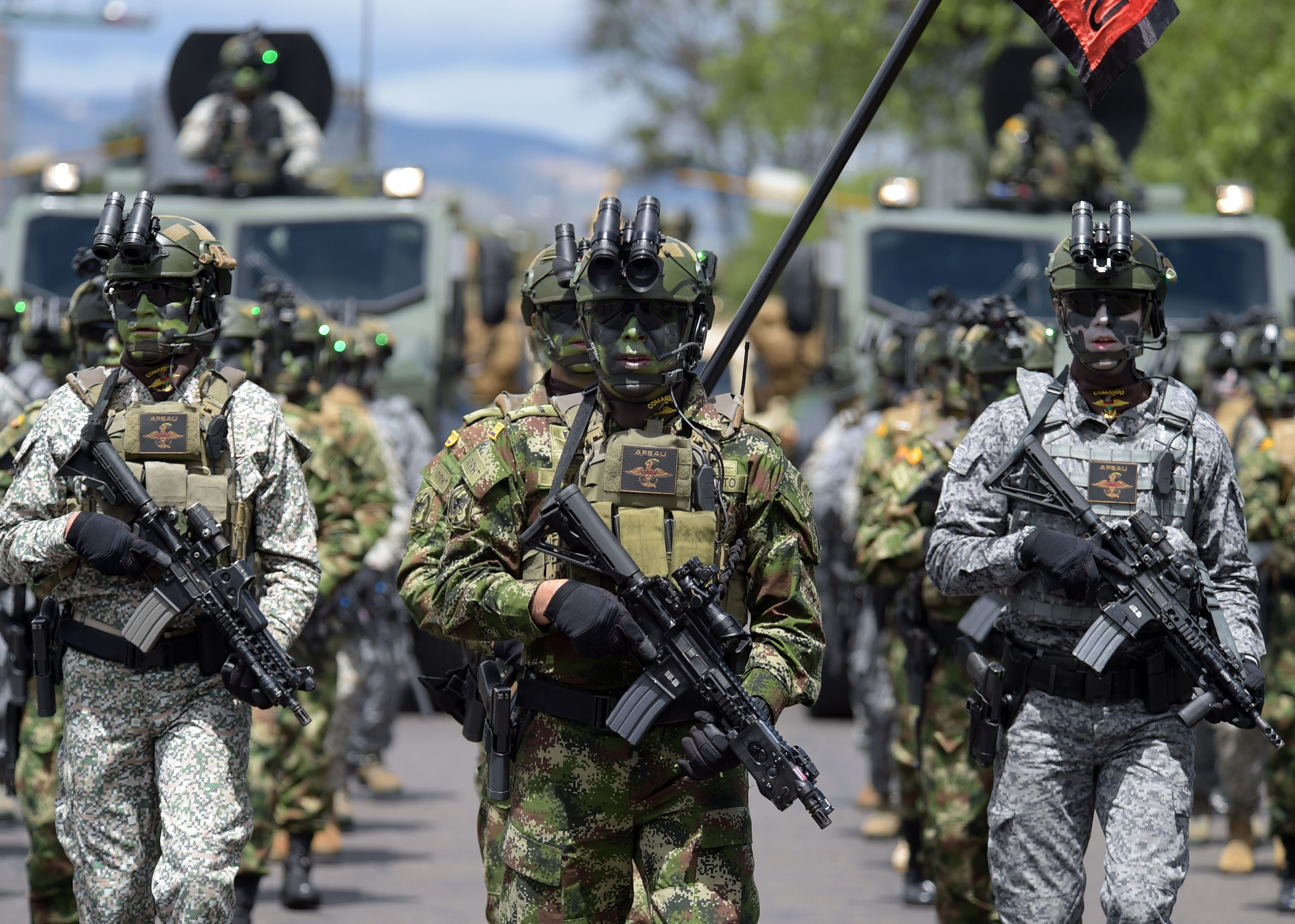
Miembros de la Agrupación de Fuerzas Especiales Antiterroristas Urbanas de Colombia con Carabinas M4A1.

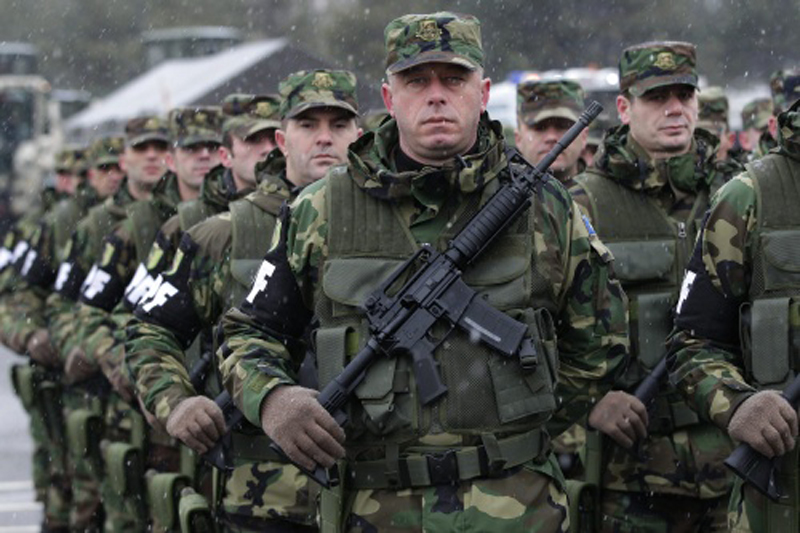
Los miembros de la Fuerza de Seguridad de Kosovo con M4A1.

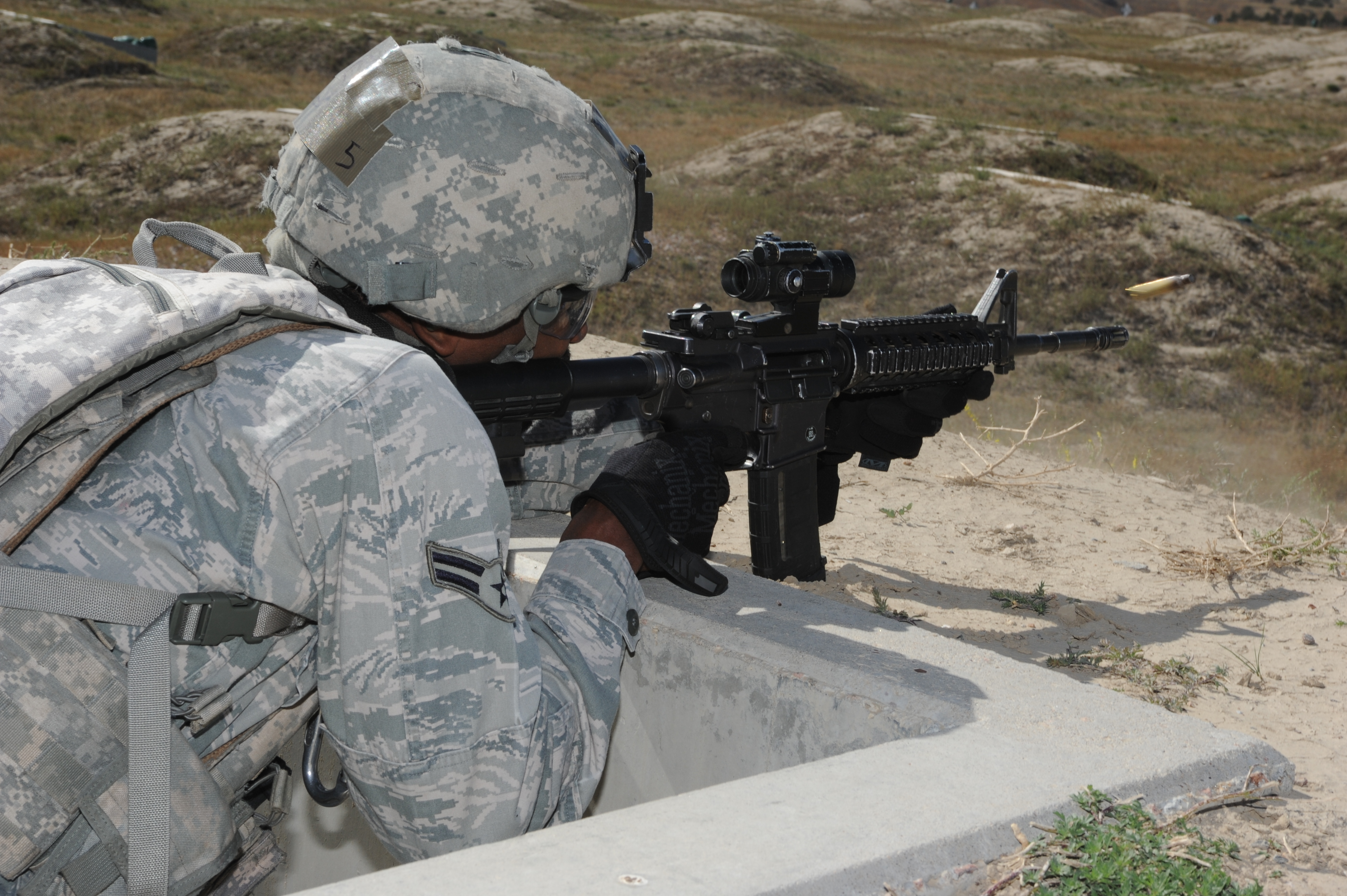
Un soldado estadounidense disparando con una M4.

Además de Estados Unidos (el país de origen), los otros usuarios de la carabina M4A1 y sus variantes son:
- Albania

Fuerzas Armadas de Albania
- Argelia

Fuerzas especiales Argelinas
- Argentina

Gendarmería Nacional Argentina, Escuadrón Alacrán.
Ejército Argentino en las unidades de Compañía de Fuerzas Especiales 601, Compañía de Comandos 601, Compañía de Comandos 602 y Compañía de Comandos 603. Y por el Grupo de Operaciones Especiales de la Fuerza Aérea Argentina.
- Canadá

La Policía Montada Canadiense emplea la carabina Colt Canada C8, versión canadiense de la carabina M4.
- Chile

Usado por los Carabineros de Chile
- Colombia

Usado por el Ejército Nacional de Colombia, la Policía Nacional de Colombia, y fuerzas especiales como el Comando conjunto de operaciones especiales también llamado CCOES. los Comandos Jungla y la Agrupación de Fuerzas Especiales Antiterroristas Urbanas (afeaur o afeur))
- China

El Departamento de Policía de Sichuan y la Unidad de Comando Leopardo de las Nieves (雪豹突击队) emplean la carabina Norinco CQ 5.56 Type A (CQ-A), un clon del M4.
- Ecuador

Es usado por el Ejército del Ecuador, Infantería de marina y Fuerzas especiales de la Policía Nacional del Ecuador como el GOE y el GIR.
- Panamá

Utilizados por el Servicio Nacional de Fronteras (SENAFRONT), Servicio Nacional Aeronaval (SENAN), Policía Nacional de Panamá y Servicio de Protección Institucional (SPI).
- Paraguay

Nueva arma reglamentaria de las Fuerzas Armadas del Paraguay.
Las fuerzas especiales de Paraguay emplean la carabina Norinco CQ-A, clon del M4.
- Perú

Usado por unidades de fuerzas especiales del Ejército del Perú y la Policía Nacional del Perú
- México

Usado por la Guardia Nacional de México, Infantería de Marina y Ejército Mexicano
- Uruguay

Carabinas M4 usadas por el GEO (Grupo Especial de Operaciones) de la Guardia Republicana de la Policía Nacional.
- El Salvador

Usado por Fuerzas especiales y algunos soldados del Ejército de El Salvador
- Yemen[19]

## Antiguos usuarios
- Estados Unidos
- Chile